# 墨尔根·绰尔济
阿尤什墨尔根绰尔济呼图克图，通称墨尔根·绰尔济，墨尔根氏，明朝末年、清朝初年蒙古族名医。
后金天命年间，绰尔济归附努尔哈赤。他善于医治刀箭之伤，曾经用敷药、裹疗等办法治疗箭伤。清军白旗先锋鄂硕作战中箭矢，生命垂危。绰尔济为鄂硕拔箭簇、敷药，最终伤愈。都统武拜身中三十余箭，昏绝。绰尔济剖开白驼肚腹，将武拜放进白驼腹中，之后武拜苏醒。绰尔济的医术在当时有名。